# Caboblanco
Cabablanco is een Amerikaans-Mexicaanse avonturenfilm uit 1980 onder regie van J. Lee Thompson.

## Verhaal
Aan de Peruaanse kust wordt het lijk gevonden van een onderzoeker van scheepswrakken. De autoriteiten doen de zaak af als een ongeluk, maar de Amerikaanse kroegbaas Giff Hoyt gelooft daar geen mallemoer van. Hij wordt nog achterdochtiger, wanneer het paspoort van Marie Claire Allesandri wordt ingetrokken. De voormalige nazi Gunther Beckdorff is op zoek naar een schat in het gebied en Giff vermoedt dat hij de dader is.

## Rolverdeling
| Acteur                 | Personage               |
| ---------------------- | ----------------------- |
| Charles Bronson        | Gifford Hoyt            |
| Jason Robards          | Gunther Beckdorff       |
| Dominique Sanda        | Marie Claire Allesandri |
| Fernando Rey           | Commissaris Terredo     |
| Simon MacCorkindale    | Lewis Clarkson          |
| Camilla Sparv          | Hera                    |
| Gilbert Roland         | Dr. Rudolfo Ramirez     |
| Denny Miller           | Horst                   |
| James Booth            | John Baker              |
| Jorge Russek           | Minister                |
| Clifton James (acteur) | Lorrimer                |
| Ernest Esparza III     | Pepe                    |
| José Chávez            | Bustamante              |
| Carlos Romano          | Miguel                  |
| Martin LaSalle         | Aparicio                |